# Lénaïg Le Moigne
Pour les articles homonymes, voir Le Moigne.
Lénaïg Le Moigne est une joueuse française de volley-ball née le 28 mai 1990 à Rennes (Ille-et-Vilaine). Elle mesure 1,73 m et joue libero.

## Clubs
| Club                      | Pays   | De        | À         |
| ------------------------- | ------ | --------- | --------- |
| Rennes EC                 | France | 2004-2005 | 2006-2007 |
| Istres Sports Volley-Ball | France | 2007-2008 | 2010-2011 |
| Nantes Volley Féminin     | France | 2011-2012 | 2011-2012 |
| Vandœuvre Nancy VB        | France | 2012-2013 | 2013-2014 |
| Rennes EC                 | France | 2015-2016 | 2022-2023 |

## Palmarès
Élue meilleur espoir de la saison de Ligue AF 2008/2009.